# Neotanypeza elegans
Neotanypeza elegans är en tvåvingeart som först beskrevs av Christian Rudolph Wilhelm Wiedemann 1830.  Neotanypeza elegans ingår i släktet Neotanypeza och familjen långbensflugor. Inga underarter finns listade i Catalogue of Life.